# Моя жизнь в розовом цвете
Статью о фильме-биографии Эдит Пиаф смотри в статье Жизнь в розовом цвете.
«Моя жизнь в розовом цвете» (фр. Ma vie en rose) — художественный фильм, снятый бельгийским режиссёром Аленом Берлинером по сценарию, написанному в соавторстве с Крис Вандер Стаппен в 1997 году.

## Сюжет
Семилетняя Людовик Фабр мечтает быть девочкой, несмотря на то, что родилась мальчиком. Ей кажется естественным одеваться в платье и играть с куклами, несмотря на шутки и замечания родителей и косые взгляды соседей. Живущий по соседству начальник отца был шокирован высказанным Людовиком желанием повзрослев, выйти замуж за его сына. Постепенно вокруг семьи Фабр возникает стена непонимания, в их адрес раздаются насмешки и угрозы. После очередного скандала Людовик решает покончить с собой, забравшись в холодильник, однако её находят. Испуганные родители разрешают ей посетить вечеринку в юбке. Окружающие тепло встречают Людовика, но на следующий день под предлогом сокращения штатов его отца увольняют с престижной работы. Не имея возможности платить банковские выплаты, Фабрам приходится переезжать в гораздо более скромный дом в другом городе.
Там Людовик встречает девочку Кристин, которая называет себя Крис и носит мужскую одежду. Крис приглашает Людовика с семьёй на вечеринку-маскарад, и она приходит в костюме мушкетёра. Крис, которого нарядили в принцессу, предлагает Людовику поменяться одеждой. Когда мать видит Людовика в платье, она приходит в ужас, опасаясь повторения травли, и бьёт Людовика. Людовик убегает. Пытаясь найти Людовика, она замечает рекламный щит её любимых кукол, залезает на него и видит видение, в котором дочь убегает с ожившей куклой Пам. Мать приходит в сознание в доме. Родители, наконец, разрешают Людовику носить то, что ей нравится, а она в ответ отрицает, что собиралась сбегать с Пам. В последней сцене Пам пролетает над Людовиком в платье играет с детьми, и зритель видит Пам, парящую над посетителями вечеринки.

## В ролях
- Жорж дю Фран — Людовик Фабр
- Мишель Ларок — Ханна Фабр
- Жан-Филипп Икоффи — Пьер Фабр
- Элен Венсан — Элизабет
- Даниель Ханссенс — Альберт
- Лоуренс Бибо — Лизетта
- Жан-Франсуа Галлот — Тьери
- Каролин Баэр — Моника
- Жюльен Ривьер — Жером

## Анализ
Искусствовед Нолан Бойд обратил внимание на то, что отец Людовика Пьер изначально проявляет по отношению к ней больше трансфобии, чем её мать. Однако после увольнения его с работы обвиняет в этом не Людовика, а общество в целом, и старается проявить к Людовику больше эмпатии. Тогда как мать Людовика Ханна винит именно свою трансгендерную дочь и, начиная с этой сцены, проявляет больше усилий в том, чтобы подавить её гендерную идентичность. С точки зрения Нолана Бойда, в этот момент происходит процесс феминизации Пьера и маскулинизации Ханны. Кроме того, он высказал предположение о том, что появление Пам в последней сцене в сочетании с другими её появлениями в фильме может означать то, что последняя сцена фильма является «мнимым хэппи-эндом», на деле изображающим фантазию Людовика, а не отражает реальность.

## Награды и номинации

### Награды
- Премия «Золотой глобус» за лучший фильм на иностранном языке
- «Хрустальный глобус» Международного кинофестиваля в Карловых Варах (Ален Берлинер)
- «Золотой лебедь» Фестиваля романтического кино в Кабуре (Ален Берлинер)
- Премия «European Film Awards» за лучший сценарий (Крис Вандер Стаппен, Ален Берлинер)
- Специальный приз международной федерации кинопрессы ФИПРЕССИ Международного кинофестиваля в Сараево
- Награда жюри Международного кинофестиваля в Форт-Лодердейле за лучший фильм (Ален Берлинер)
- Награда Международного кинофестиваля в Форт-Лодердейле за лучший фильм на иностранном языке (Ален Берлинер)
- Награда Международного кинофестиваля «Молодость» в Киеве за лучший полнометражный фильм (Ален Берлинер)
- Награда Альянса геев и лесбиянок против диффамации за лучший фильм
- Награда Международного фестиваля лесби и гей фильмов в Сиэтле (Ален Берлинер)
- Премия имени Жозефа Плато (Box Office Award)

### Номинации
- Премия BAFTA за лучший фильм на иностранном языке
- Премия «Сезар» за лучший дебют (Ален Берлинер)
- Премия «Спутник» за лучший фильм на иностранном языке (Ален Берлинер)
- Премия Общества кинокритиков Австралии за лучший иностранный фильм
- Премия имени Жозефа Плато лучшему бельгийскому режиссёру (Ален Берлинер)
- Приз зрительских симпатий Международного кинофестиваля в Сан-Паулу